# Cikancung (plaats)
Cikancung is een bestuurslaag in het regentschap Bandung van de provincie West-Java, Indonesië. Cikancung telt 7401 inwoners (volkstelling 2010).